# Tyvon Branch
Tyvon A. Branch (Syracuse, 11 dicembre 1986) è un giocatore di football americano statunitense che gioca nel ruolo di strong safety per i Kansas City Chiefs della National Football League (NFL). Fu scelto nel corso del quarto giro (100º assoluto) del draft NFL 2008 dagli Oakland Raiders. Al college giocò a football alla Connecticut University.

## Carriera professionista

### Oakland Raiders
Branch fu scelto nel corso del quarto giro del draft 2008 dagli Oakland Raiders. Il 16 luglio firmò un contratto quadriennale per un totale di 2,22 milioni di dollari, inclusi 515.825$ di bonus alla firma. Debuttò come professionista l'8 settembre 2008 contro i Denver Broncos. Il 14 settembre contro i Kansas City Chiefs fece il suo primo intercetto in carriera su Damon Huard ritornandolo per 36 yard e conducendo i Raiders al field goal nell'azione successiva. Il 19 ottobre contro i New York Jets recuperò il suo primo fumble in carriera. Il 5 novembre a causa di un infortunio alla spalla venne inserito nella lista degli infortunati, concludendo la stagione da rookie con 8 partite, 10 tackle, un fumble recuperato e un intercetto. Il 25 ottobre 2009 contro i Jets forzò il primo fumble in carriera. Il 22 novembre contro i Cincinnati Bengals forzò un altro fumble e fece il suo primo sack in carriera oltre a ben 12 tackle totali. Chiuse giocando 16 partite tutte da titolare con 124 tackle, un sack e 2 fumble forzati.
Il 10 ottobre 2010 contro i San Diego Chargers recuperò un fumble e lo ritornò di 64 yard in touchdown. Il 24 ottobre contro i Broncos recuperò un altro fumble. Il 21 novembre contro i Pittsburgh Steelers forzò un fumble. Chiuse la stagione giocando 16 partite tutte da titolare, guidò la squadra per il maggior numero di tackle: 104, 4 sack, un fumble forzato, 2 fumble recuperati di cui uno ritornato in touchdown e un intercetto. Il 12 settembre 2011 contro i Broncos recuperò un fumble. Il 19 dello stesso mese contro i Buffalo Bills bloccò un field goal di 39 yard. Il 25 settembre contro i Jets fece un intercetto. Giocò 16 partite tutte da titolare, 109 tackle, un sack, un intercetto e un fumble recuperato.
A fine stagione divenne free agent ma il 3 marzo 2012 venne designato come franchise tag venendogli offerto un contratto di 6,212 milioni di dollari per un anno. Il 14 luglio firmò un nuovo contratto quadriennale per un totale di 26,6 milioni di dollari (17,6 milioni garantiti), inclusi 5,6 milioni di bonus alla firma. Il 10 settembre, i Raiders debuttarono nella nuova stagione con una sconfitta contro i Chargers. Branch mise a segno 5 tackle. Il 14 ottobre contro gli imbattuti Atlanta Falcons fece un intercetto su Matt Ryan nelle 39 yard avversarie ritornandolo per 11 yard. Il 9 novembre contro i Tampa Bay Buccaneers a causa di una penalità venne multato dalla lega per 15.750$. Chiuse giocando 14 partite tutte da titolare, 94 tackle e un intercetto.
Il 7 marzo 2013 ristrutturò il suo contratto riducendosi il salario base da 6 milioni di dollari a 715.000 dollari, spalmando la differenza in 5 anni, passando così al 2017 come suo ultimo anno di contratto, aggiungendo così 13 milioni di dollari negli ultimi due anni. Nella settima 1 contro gli Indianapolis Colts fece il suo unico sack stagionale di 2 yard ai danni di Andrew Luck. Nella partita successiva contro i Jacksonville Jaguars durante il 1º quarto si infortunò seriamente alla caviglia e fu costretto ad uscire dal campo, dopo aver saltato 12 partite il 14 dicembre venne inserito nella lista infortunati chiudendo la sfortunata stagione con sole 2 partite da titolare, 5 tackle e un sack.

### Kansas City Chiefs
L'11 marzo 2015, Branch firmò un contratto annuale con i Kansas City Chiefs. Nella settimana 13 intercettò un passaggio di Derek Carr nel quarto periodo ritornandolo nel touchdown decisivo per la vittoria sui suoi ex Raiders. Per questa prestazione fu premiato come migliore difensore dell'AFC della settimana. Due settimane dopo ritornò un fumble per 73 yard nel secondo touchdown stagionale nella vittoria sui Ravens.

## Palmarès
- Difensore dell'AFC della settimana: 1

13ª del 2015

## Statistiche
| Partite totali      | 75  |
| Partite da titolare | 67  |
| Tackle totali       | 476 |
| Sack                | 8,0 |
| Intercetti          | 4   |
| Fumble forzati      | 3   |

Statistiche aggiornate alla stagione 2014